# بادربورن
بادربورن  أو بَدَربُرن (بالألمانية: Paderborn) (بالوستفالية: Paterboärn) هي مدينة يقطنها أكثر من 140،000 نسمة في الجزء الشرقي من ولاية شمال الراين - وستفاليا الألمانية. كما تحتل جامعتها المراتب الثلاث الأولى على مستوى جمهورية ألمانيا الاتحادية في اختصاصات المعلوماتية وهندسات الميكانيك والكهرباء بالإضافة إلى اختصاص الأدب الإنكليزي. قُدرت نسبة الإنفاق على البحث العلمي في العام 2010 حوالي 37,6 مليون يورو.
عدد الطلاب الملتحقين بالجامعة حتى بداية الفصل الدراسي الشتوي للعام 2022/ 2023 حوالي 18.500 طالب وطالبة، وللجامعة تعاون بحث علمي وأكاديمي مع أكثر من 130 جامعة ومعهد عالي في جميع أنحاء العالم.

## معرض صور

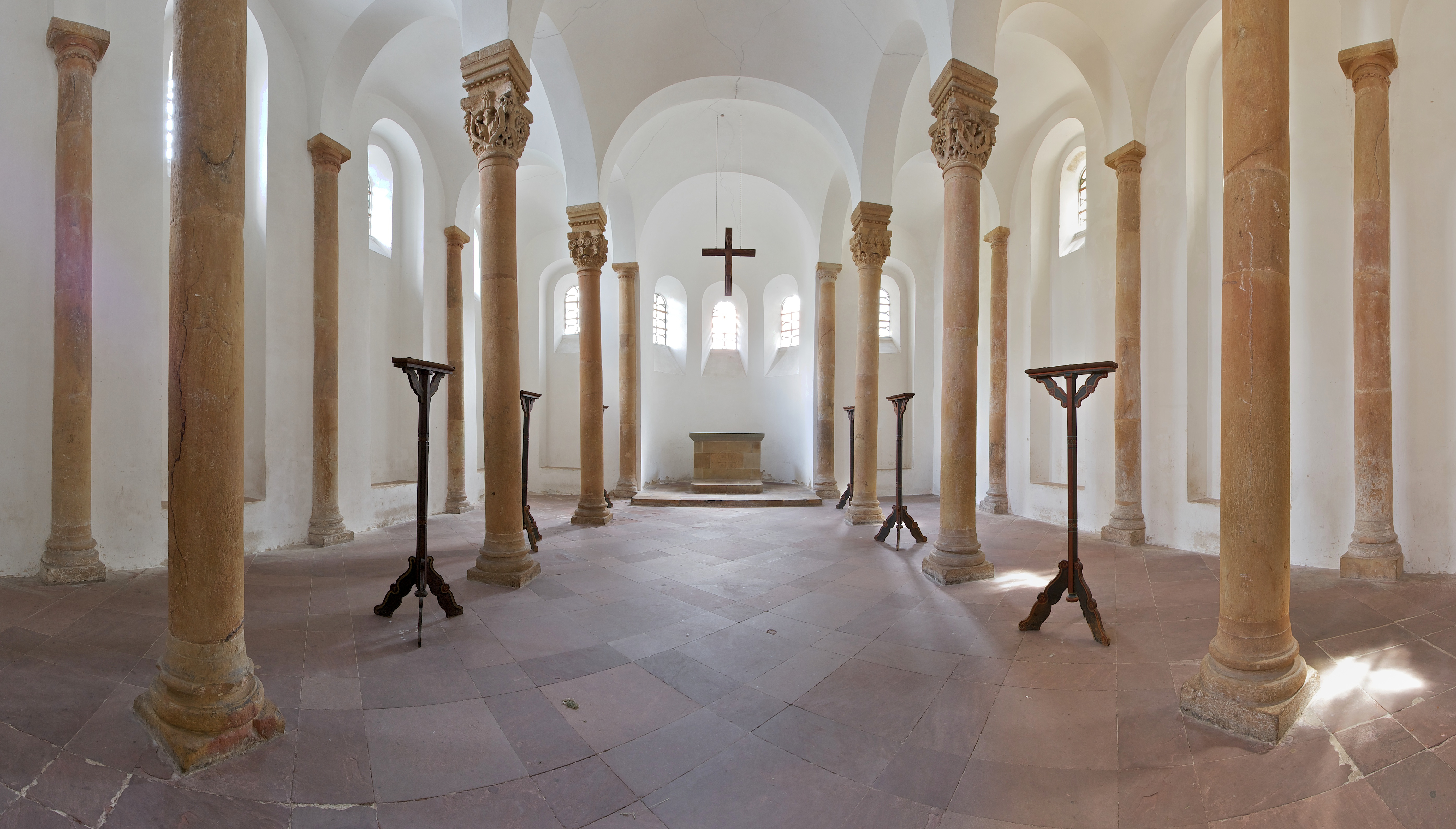
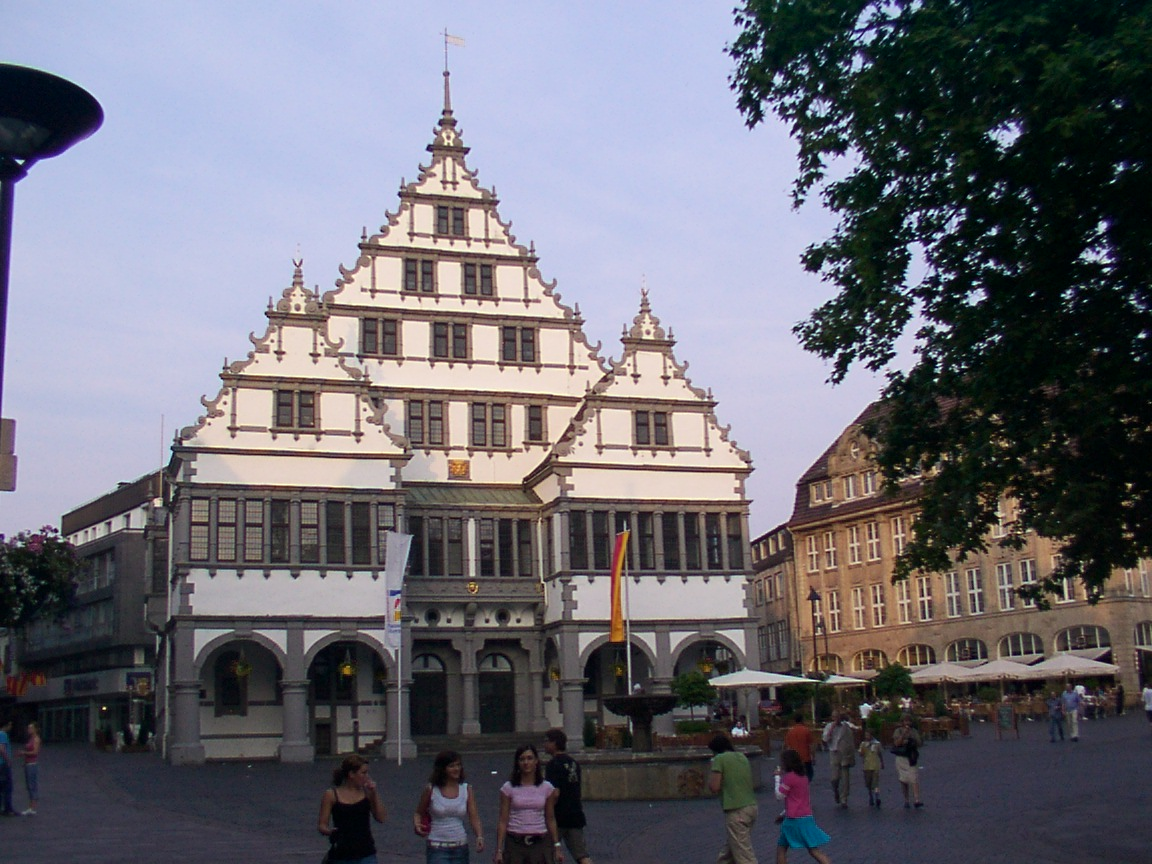
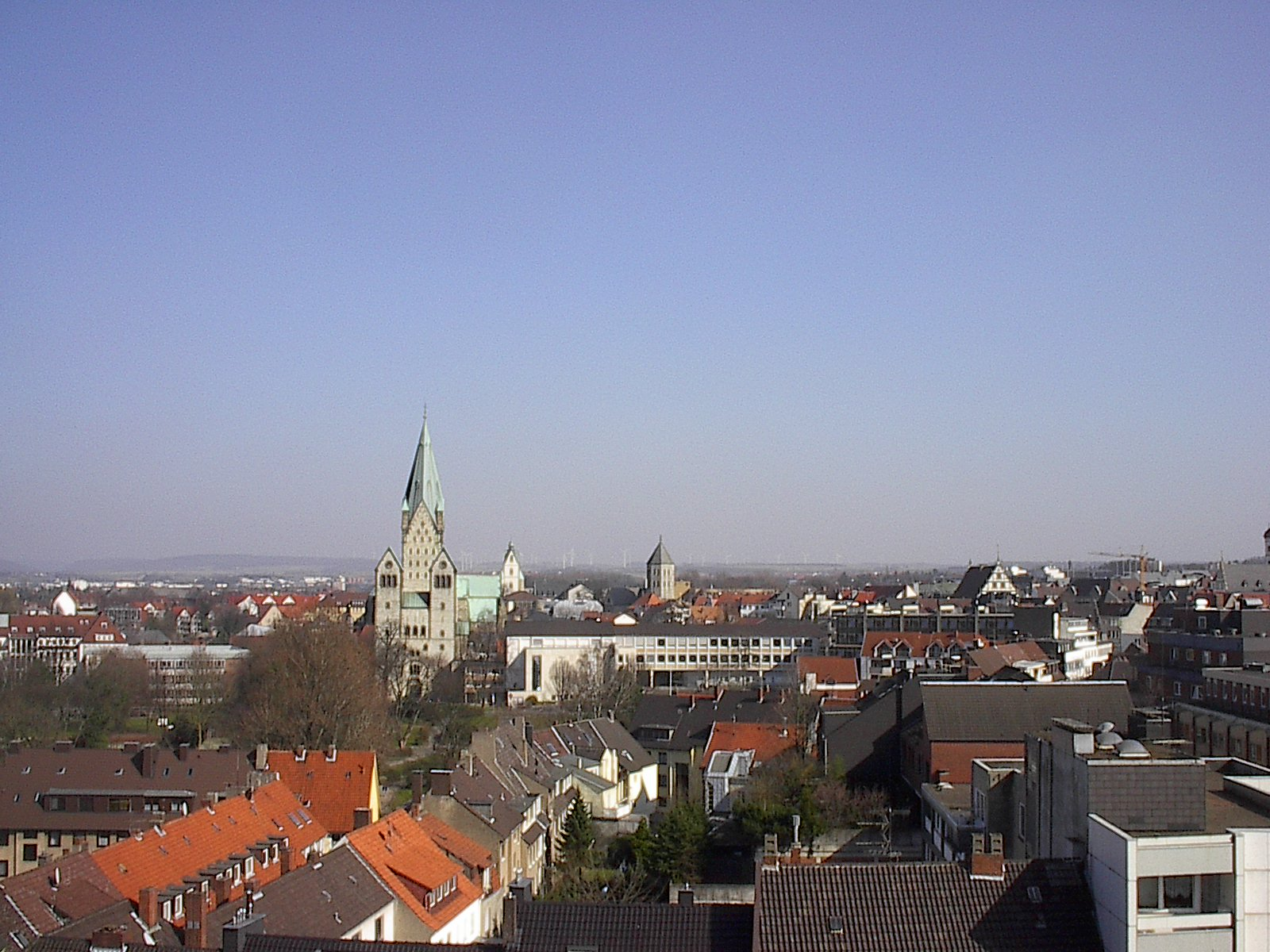
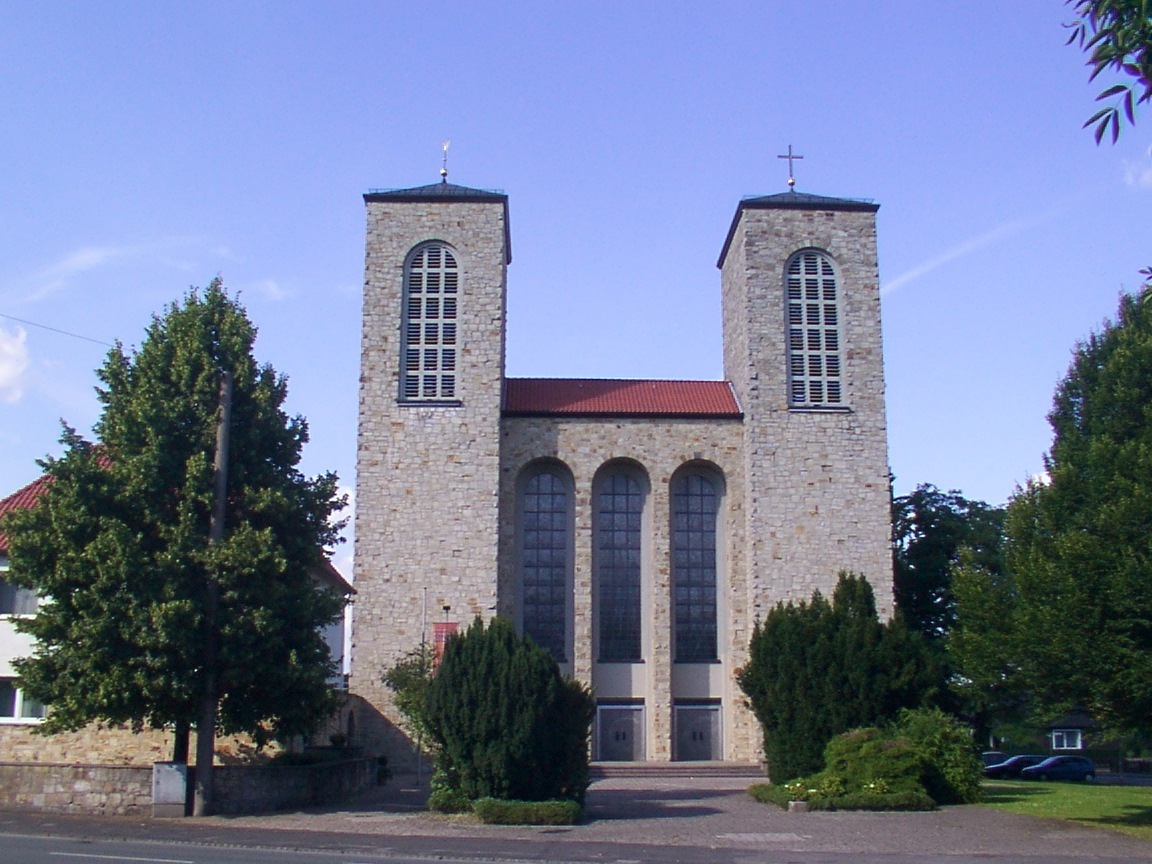

## توأمة
لبادربورن اتفاقيات توأمة مع كل من:
- لو مان (1967 - )[18]
- بولتن (1975 - )[18]
- بلفيل (1990 - )[18]
- بنبلونة (1992 - )[18]
- برزيميسل [18]
- دبرتسن (1994 - )[18]
- تشينغداو [19]
- مقاطعة مانتوفا [20]
- نهاريا

## أعلام
- فريدريك سيرتونر
- لوكاس كروس
- كارستن بيتر تييد
- لويز هانسل
- موريس روز
- يوهانس براون
- غوستاف سيمون
- ألكسندر نوبل
- نوربرت بيترز
- تولغاي أرسلان
- جاسمين غليسر

## وصلات خارجية
- الموقع الرسمي